# A Pastora
A Pastora (título original Pastourelle, um regionalismo do francês) é uma obra do artista francês, William-Adolphe Bouguereau.

## Descrição
Pintada em 1889 representa uma jovem pastora do sul da França. O quadro encontra-se em exibição permanente no Philbrook Museum of Art em Tulsa, Oklahoma.